# Мотовилка (машинен елемент)
Мотовилка (позната още като биела) е част от коляно-мотовилковия механизъм в двигателя с вътрешно горене.
Мотовилката свързва шарнирно буталото с коляновия вал и му предава газовата сила, която въздейства върху буталото.
Мотовилката извършва сложно движение.
- Горната част е свързана с буталото посредством бутален болт и извършва праволинейно възвратно-постъпателно движение.
- Долният край е свързан към шийката на коляновия вал, извършвайки кръгово движение.
- Средната част извършва клатещо и възвратно-постъпателно движение.

Стъблото на мотовилката най-често има двойно Т-образно сечение, но се срещат и такива с кръстообразно, Н-образно и пръстовидно сечение. В стъблото на някои мотовилки има канал, който свързва главите на мотовилката и през който преминава маслото от коляновата шийка за мазане на буталния болт в горната глава на мотовилката.